# Фойл
Фоїл — (англ. Foyle, ірл. An Feabhail) — річка на острові Ірландія. Протікає на заході ірландської провінції Ольстер і британської Північної Ірландії.
Утворюється від злиття річок Фінн і Мурн біля двох міст — Ліффорд, графства Донегол, Ірландія і Страбейн, графство Тірон, Північна Ірландія; на цій ділянці річка є кордоном між Ірландією і Північною Ірландією. Річка Фойл протікає через місто Деррі. На річці зареєстровано безліч яхт-клубів, річка судноплавна на більшій частині, але зараз використовується тільки для туристичних цілей. Вважається одним з кращих місць в Ірландії для ловлі лосося.